# Natação nos Jogos Pan-Americanos de 2011 - Revezamento 4x100 m medley masculino
As competições do revezamento 4x100 metros medley masculino da natação nos Jogos Pan-Americanos de 2011 foram realizadas no dia 19 de outubro no Centro Aquático Scotiabank, em Guadalajara.

## Medalhistas
|  | BRA Brasil |  | USA Estados Unidos                                                                                       |  | ARG Argentina                                                  |
|  | Guilherme Guido Felipe França Gabriel Mangabeira César Cielo Thiago Pereira Felipe Lima Kaio Márcio de Almeida Bruno Fratus |  | Eugene Godsoe Marcus Titus Christopher Brady Douglas Robison David Russell Kevin Swander Robert Savulich |  | Federico Grabich Lucas Peralta Marcos Barale Lucas Del Piccolo |

## Recordes
Antes desta competição, os recordes mundiais e olímpicos da prova eram os seguintes:
| Tipo                             | Atleta         | Tempo   | Local          | Data                | Ref |
| -------------------------------- | -------------- | ------- | -------------- | ------------------- | --- |
|                                  | Estados Unidos | 3m27s28 | Roma           | 2 de agosto de 2009 | ver |
| Recorde dos Jogos Pan-Americanos | Estados Unidos | 3m34s37 | Rio de Janeiro | 22 de julho de 2007 | ver |

## Resultados

### Eliminatórias
| Pos. | Bateria | Raia | Nadadores                                                      | País               | Tempo     | Obs. |
| ---- | ------- | ---- | -------------------------------------------------------------- | ------------------ | --------- | ---- |
| 1    | 1       | 4    | David Russell Kevin Swander Christopher Brady Robert Savulich  | USA Estados Unidos | 3:38.78   | Q    |
| 2    | 2       | 4    | Thiago Pereira Felipe Lima Kaio Márcio de Almeida Bruno Fratus | BRA Brasil         | 3:47.28   | Q    |
| 3    | 1       | 6    | Miguel Robles David Oliver Pablo Marmolejo Alejandro Escudero  | MEX México         | 3:49.38   | Q    |
| 4    | 2       | 2    | Federico Grabich Lucas Peralta Marcos Barale Lucas del Piccolo | ARG Argentina      | 3:51.18   | Q    |
| 5    | 1       | 5    | Benjamin Hockin Genaro Prono José Lobo Renato Prono            | PAR Paraguai       | 3:51.42   | Q    |
| 6    | 2       | 5    | Luis Rojas Carlos Claverie Alexis Márquez Crox Acuña           | VEN Venezuela      | 3:52.10   | Q    |
| 7    | 1       | 3    | Ashton Baumann Jacob Armstrong Rory Biskupski Lyam Dias        | CAN Canadá         | 3:55.02   | Q    |
| 8    | 2       | 6    | Alex Hernández Christian Hernández Lázaro Vergara Pedro Medel  | CUB Cuba           | 3:55.50   | Q    |
| 9    | 2       | 3    | Sebastián Jahnsen Gerardo Huidobro Mauricio Fiol Jesús Monge   | PER Peru           | 3:57.42   |      |
| 99 ! | 2       | 2    |                                                                | URU Uruguai        | 9:99.99 ! | DNS  |

### Final
| Pos.              | Raia | Nadadores                                                      | País               | Tempo   | Obs. |
| ----------------- | ---- | -------------------------------------------------------------- | ------------------ | ------- | ---- |
| Medalha de ouro   | 5    | Guilherme Guido Felipe França Gabriel Mangabeira César Cielo   | BRA Brasil         | 3:34.58 |      |
| Medalha de prata  | 4    | Eugene Godsoe Marcus Titus Christopher Brady Douglas Robison   | USA Estados Unidos | 3:37.17 |      |
| Medalha de bronze | 6    | Federico Grabich Lucas Peralta Marcos Barale Lucas del Piccolo | ARG Argentina      | 3:44.51 |      |
| 4                 | 3    | Miguel Robles David Oliver Israel Durán Alejandro Escudero     | MEX México         | 3:45.28 |      |
| 5                 | 2    | Charles Hockin Genaro Prono Benjamin Hockin José Lobo          | PAR Paraguai       | 3:45.78 |      |
| 6                 | 8    | Pedro Medel Christian Hernández Alex Hernández Hanser García   | CUB Cuba           | 3:46.48 |      |
| 7                 | 7    | Luis Rojas Carlos Claverie Alexis Márquez Cristian Quintero    | VEN Venezuela      | 3:47.88 |      |
| 8                 | 1    | Ashton Baumann Warren Barnes Rory Biskupski Lyam Dias          | CAN Canadá         | 3:51.61 |      |

Legenda
| Recorde mundial                  | Recorde mundial (World record)               |                       | Recorde africano                      | Recorde africano (African) |                                           | Q | Classificado por posição (Qualified) |
| Recorde dos Jogos Pan-Americanos | Recorde pan-americano (Pan-American record)  | Recorde da América    | Recorde da América (Americas)         | q                          | Classificado por melhor tempo (Qualified) |   |                                      |
| Melhor marca do ano              | Melhor marca do ano (World leading)          | Recorde asiático      | Recorde asiático (Asian)              | DNS                        | Não largou (Did not start)                |   |                                      |
| Recorde nacional                 | Recorde nacional (National record)           | Recorde europeu       | Recorde europeu (European)            | DNF                        | Não terminou (Did not finish)             |   |                                      |
| Recorde pessoal                  | Recorde pessoal do atleta (Personal best)    | Recorde da Oceania    | Recorde da Oceania (Oceania)          | DSQ / DQ                   | Desclassificado (Disqualified)            |   |                                      |
| Recorde da temporada             | Recorde da temporada do atleta (Season best) | Recorde sul-americano | Recorde sul-americano (South America) | NM                         | Sem marca (No mark)                       |   |                                      |